# منزل محمود لار
منزل محمود لار (بالفارسية: خانه محمودی لار) هو منزل تاريخي يعود إلى عصر الدولة الزندية، ويقع في لار.